# Scarva
Scarva är en ort i Storbritannien.   Den ligger i riksdelen Nordirland, i den västra delen av landet, 500 km nordväst om huvudstaden London. Scarva ligger 28 meter över havet och antalet invånare är 320.
Terrängen runt Scarva är huvudsakligen platt. Scarva ligger nere i en dal. Runt Scarva är det ganska glesbefolkat, med 43 invånare per kvadratkilometer. Närmaste större samhälle är Craigavon, 12,7 km norr om Scarva. Trakten runt Scarva består i huvudsak av gräsmarker.